# Семейство GH1
Семе́йство GH1 гликози́л-гидрола́з — семейство каталитических доменов белков, обладающих гликозил-гидролазными активностями. Также включает гомологичные им домены возможно не обладающие такими активностями. Всего известно более 5300 белков, содержащих домены семейства GH1, большинство из них принадлежит бактериям. У белков этого семейства описано 22 ферментативных активности:
- β-глюкозидазная (КФ 3.2.1.21)
- β-галактозидазная (КФ 3.2.1.23)
- β-маннозидазная (КФ 3.2.1.25)
- β-глюкуронидазная (КФ 3.2.1.31)
- β-ксилозидазная (КФ 3.2.1.37)
- β-D-фукозидазная (КФ 3.2.1.38)
- флоризин-гидролазная (КФ 3.2.1.62)
- экзо-β-1,4-глюканазная (КФ 3.2.1.74)
- 6-фосфо-β-галактозидазная (КФ 3.2.1.85)
- 6-фосфо-β-глюкозидазная (КФ 3.2.1.86)
- стриктозидин-β-глюкозидазная (КФ 3.2.1.105)
- лактазная (КФ 3.2.1.108)
- амигдалин-β-глюкозидазная (КФ 3.2.1.117)
- пруназин-β-глюкозидазная (КФ 3.2.1.118)
- раукаффрицин-β-глюкозидазная (КФ 3.2.1.125)
- тиоглюкозидазная (КФ 3.2.1.147)
- β-примеверозидазная (КФ 3.2.1.149)
- изофлавоноид-7-O-апиозил-β-глюкозидазная (КФ 3.2.1.161)
- ABA-специфичная β-глюкозидазная (КФ 3.2.1.175)
- DIMBOA β-глюкозидазная (КФ 3.2.1.182)
- β-глюкозидазная (КФ 3.2.1.-)
- гидроксиизоурат-гидролазная (КФ 3.5.2.17)

Вместе с 18 другими семействами семейство GH1 образует клан GH-A.